# Spathiphyllum cochlearispathum
Spathiphyllum cochlearispathum är en kallaväxtart som först beskrevs av Frederik Michael Liebmann, och fick sitt nu gällande namn av Adolf Engler. Spathiphyllum cochlearispathum ingår i släktet Spathiphyllum och familjen kallaväxter. Inga underarter finns listade.

## Bildgalleri

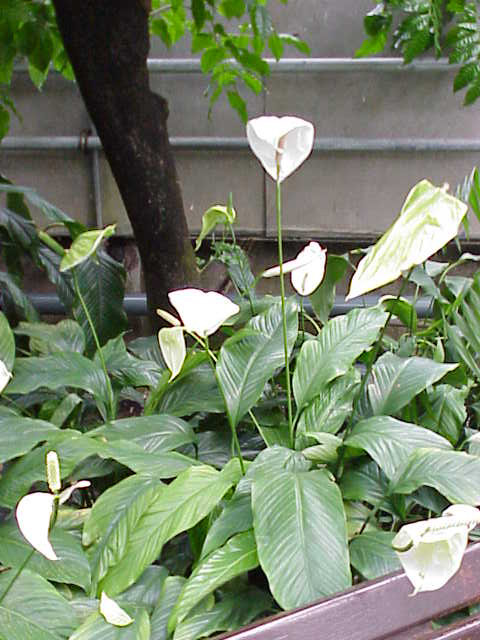